# Miroslav Šprňa
Miroslav Šprňa (8. října 1946 Otrokovice – 2. polovina července 2014 tamtéž) byl český fotbalový útočník.

## Hráčská kariéra
V československé nejvyšší soutěži hrál za Jiskru Otrokovice při její jediné účasti v ročníku 1964/65, aniž by skóroval. Po sezoně 1967/68 přestoupil do NHKG Ostrava, kde hrál II. ligu v ročníku 1968/69.

### Prvoligová bilance
| Ročník          | Zápasy | Góly | Minuty | Klub                 |
| --------------- | ------ | ---- | ------ | -------------------- |
| I. liga 1964/65 | 10     | 0    | 900    | TJ Jiskra Otrokovice |
| CELKEM I. LIGA  | 10     | 0    | 900    |                      |